# Henri Guillemin
Ne doit pas être confondu avec Henri Guillemin de Monplanet.
Pour les articles homonymes, voir Guillemin et Cassius.
Henri Guillemin, né le 19 mars 1903 à Mâcon (département de Saône-et-Loire), mort le 4 mai 1992 à Neuchâtel (canton de Neuchâtel, Suisse), est un professeur d'université, un historien, un conférencier, un critique littéraire et un homme de radio et de télévision français. Il publie aussi sous le pseudonyme de Cassius.
Chrétien de gauche, il est proche de Marc Sangnier et de François Mauriac. Étudiant à l’École normale supérieure, agrégé de lettres en 1927, il consacre sa thèse au roman Jocelyn d'Alphonse de Lamartine, enseigne à l'université du Caire entre 1936 et 1938, puis à l'université de Bordeaux jusqu'en 1942. Sous l'Occupation, il fuit la France et gagne la Suisse. Il devient attaché culturel à l'ambassade de France jusqu'en 1962.
Il enregistre plusieurs séries d'émissions consacrées à l'histoire diffusées entre 1958 et 1973 par la Télévision suisse romande, et par la Radio-télévision belge et Radio-Canada. Ses conférences et ses émissions lui assurent, de son vivant, une popularité importante en Suisse. Leur partage sur YouTube à partir des années 2010 rencontrent du succès,.
Henri Guillemin affirme prendre le contre-pied d'une « histoire bien-pensante ». Il loue des figures comme Jean Jaurès ou Maximilien de Robespierre et attaque des personnalités comme Napoléon Bonaparte, Benjamin Constant ou Voltaire. Plusieurs historiens reconnaissent son talent d'écrivain et son éloquence mais remettent en question sa méthodologie historique en soulignant sa partialité, son « manichéisme politique » ou son inclination pour les interprétations complotistes de l'Histoire.

## Biographie

### Origines familiales
Henri Philippe Joseph Guillemin est né en 1903 à Mâcon rue Lacretelle.
Son père, Philibert Joseph Guillemin, né en 1865 à Navilly, est agent voyer à Lugny puis à Tournus. Il épouse, en 1892 à Louhans, Louise Hortense Thénoz, née en 1870. Le père d'Henri Guillemin a des convictions républicaines et anticléricales tandis que sa mère est catholique pratiquante ; il affirme avoir souffert de cette divergence,.
Sa sœur aînée, Marie-Louise-Angèle Guillemin, née en 1895 à Lugny, morte en 1985 à Roanne (Loire), épouse, en 1928, Marcel Dubois de Prisque, interne des hôpitaux de Lyon et fils de médecin.
En 1928, Guillemin épouse, à Bordeaux, Marie Jacqueline Thérèse Rödel, née en 1910 dans le 6e arrondissement de Paris, morte en 2001. Leur témoin de mariage est François Mauriac. De leur union naissent cinq enfants : François (1929-1931), Philippe (1932-2021), Françoise (1933), Mariannick (1938) et Michel (1943).
Son beau-père, Jacques Rödel, est secrétaire du mouvement Le Sillon. Son beau-frère, Henri Rödel, né en 1916 à Bordeaux, est résistant sous l'Occupation, déporté et fusillé en 1945 à Marienberg (Allemagne) lors des marches de la mort.

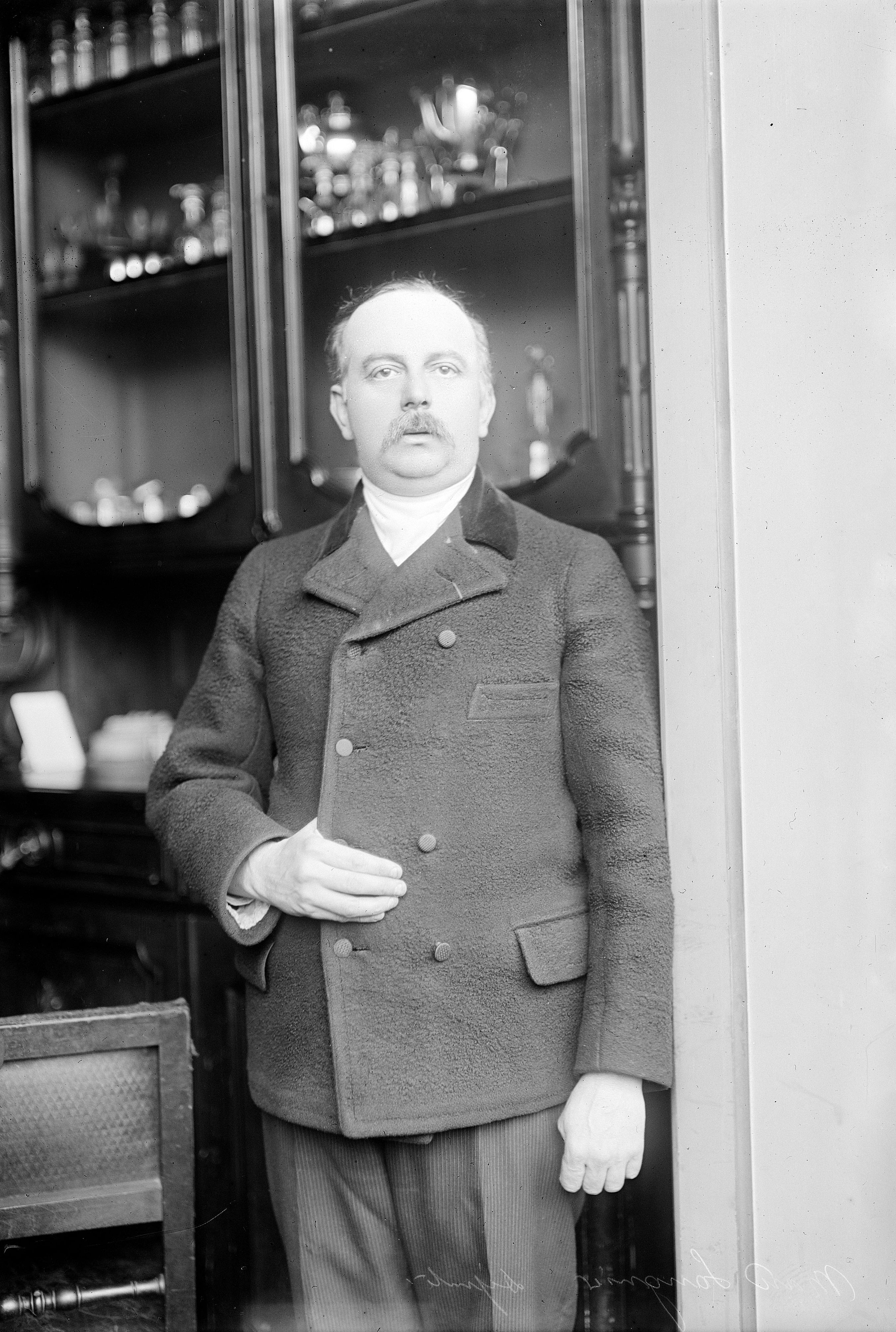
Marc Sangnier en 1919.

### Formation
Henri Guillemin effectue ses études secondaires à Mâcon au lycée Lamartine puis ses études supérieures en classes préparatoires littéraires à Lyon au lycée du Parc, où il suit notamment les cours de Pierre Lachièze-Rey, proche de Maurice Blondel.
En 1923, il est reçu à l’École normale supérieure. Il y côtoie Paul Nizan, Jean-Paul Sartre et Pierre-Henri Simon, avec lequel il reste ami malgré leurs divergences idéologiques. La même année, il devient secrétaire particulier de Marc Sangnier, fondateur du mouvement Le Sillon de tendance catholique sociale.
En 1927, il est reçu, le cinquième à l'agrégation de lettres. La même année, il est réformé du service militaire, souffrant d'hémoptysie et d'insuffisances respiratoires.

### Carrière universitaire
Entre 1928 et 1936, Henri Guillemin enseigne la littérature dans divers lycées et écrit une thèse sur le roman en vers Jocelyn, d'Alphonse de Lamartine, sous la direction de Daniel Mornet.
En octobre 1936, il est nommé professeur à l’université du Caire. En 1938, il est nommé à l'université de Bordeaux.
À partir de 1940, il donne des conférences à Lausanne (canton de Vaud), en Suisse, sur Lamartine.

### Vichy et la polémique sur Rousseau
Pascale Pellerin, enseignante-chercheure spécialiste de la philosophie des Lumières, juge que « Guillemin, sans s’être engagé contre l’Occupation, entretient des liens d’amitié avec Mauriac » et mentionne que son beau-frère Henri Rödel, résistant, a été fusillé.
En 1942, Guillemin publie l'ouvrage Cette affaire infernale, qui traite de la rupture entre les philosophes Jean-Jacques Rousseau et David Hume, récompensé par l'Académie française du prix Montyon.

Dans la Gazette de Lausanne du 12 avril 1942, Guillemin défend la mémoire de Jean-Jacques Rousseau contre celle de Voltaire, et relate les propos de Charles Maurras dans L'Action française en 1899 : 
Soyons reconnaissants à Ch. Maurras de n'avoir point dissimulé, [...] la source la plus profonde de l’exécration qu'il porte à Rousseau. Voltaire, à ses yeux, présente l'immense avantage d'être indemne au christianisme : la « greffe orientale » ne l'a point flétri ; il a gardé « le sens commun » ; Jean-Jacques, au contraire, possédé d'une « rage mystique », « aventurier nourri de révolte hébraïque », apparut parmi nous « comme un de ces énergumènes qui, vomis du désert... promenaient leurs mélancoliques hurlements dans les rues de Sion ». 
Dans L'Action française du 16 avril, Maurras répond : 
Je hais dans Rousseau le mal qu'il a fait à la France et au genre humain [...] j'ai comparé Rousseau et les roussiens aux prophètes juifs. J'ai eu tort. J'aurais dû dire aux faux prophètes. [...] Ce que je voulais ainsi montrer dans Rousseau c'était le cas-type de l’insurgé contre toutes les hiérarchies, le cas essentiel de l’individualisme anarchique. 
Pascale Pellerin, dans « Anti-rousseauisme et antisémitisme sous l’Occupation », juge que Cette affaire infernale est une réponse au livre Voltaire antijuif d'Henri Labroue, alors directeur de l'Institut d'étude des questions juives de Bordeaux, et que : 
L’idéologie nazie fondée sur l’antisémitisme a rendu les Lumières responsables de la Révolution française et de l’émancipation des juifs. Si Rousseau est rendu responsable de la chute de l’Ancien Régime, il est également l’artisan de l’émancipation des juifs. [...] Henri Guillemin [...] trace un portrait de Rousseau qui l’identifie au juif français de 1942. Le Rousseau de Guillemin dessine un chrétien hostile au pouvoir ecclésiastique, fidèle à la parole du Christ, porteur du message évangélique, incarnation de ce christianisme primitif englué dans ses origines sémitiques, tout ce que détestent l’extrême droite nationaliste et les nazis. 

Dans le journal Je suis partout du 27 juin, Henri Poulain écrit : 
Est-ce pour son talent qu'on a donné un prix à M. Henri Guillemin, auteur de Cette affaire infernale ? Assurément pas, car rien n'est plus ennuyeux que ces « révélation » sur l'inimité de Hume et de Rousseau. Mais M. Guillemin a eu un livre préfacé par le gaulliste Mauriac dont il est l'ami. Mais M. Guillemin est collaborateur de la très anglophile Gazette de Lausanne.
Le 14 juillet 1942, Guillemin quitte la France et se réfugie à Neuchâtel (Suisse) avec le soutien de Marcel Raymond,.

### Après-guerre
À la Libération, après avoir tenté, en vain, d’obtenir un poste à la Sorbonne, il devient attaché culturel à l’ambassade de France en Suisse à Berne (jusqu’à sa retraite, en 1962). Il partage ensuite sa vie entre la France et la Suisse.
« Brillant conférencier très apprécié dans le monde francophone », Henri Guillemin enregistre plusieurs séries d'émissions historiques ou littéraires pour la Télévision suisse romande : Les dossiers de l'histoire, En appel et Henri Guillemin présente. Ces émissions portent notamment sur Jean Jaurès (1962), Napoléon Bonaparte (en 18 séquences vidéo dont 3 ont été perdues, 1968), Léon Tolstoï, Céline – qu'il défendait – et Charles-François Landry (1969), Jeanne d’Arc (1970) et la Commune de Paris (en 13 séquences, 1971).
Entre mai 1981 et juin 1982, il enregistre « L'affaire Pétain », une série de douze conférences consacrées à Philippe Pétain et au régime de Vichy.
Radio-Canada a aussi diffusé en 1968 Napoléon vu par Guillemin, une série de 3 conférences sur Napoléon Bonaparte, sa vie, son œuvre. L'énigme Jeanne-d'Arc, série composée de plusieurs épisodes, a été diffusée en 1971 tandis que Portraits de révolutionnaires (Lénine, Staline, Trotsky) a été diffusée en 1983.

### Mort
Henri Guillemin meurt le 4 mai 1992 à Neuchâtel en Suisse. Il est inhumé à Bray (Saône-et-Loire), où il possédait une maison depuis 1960, dans laquelle il passait l'été.

## Postérité
Un amphithéâtre et une rue de Mâcon, sa ville natale, portent son nom. Une rue de Bordeaux où il a enseigné, dans le quartier des Chartrons, porte également son nom. L'une des bibliothèques du service commun de documentation de l'Université Bordeaux-Montaigne, héritière de la Faculté de lettres de l'Université de Bordeaux, porte son nom du 21 novembre 2003 jusqu'à sa démolition en janvier 2021 dans le cadre des travaux du campus.
En 2002, l'association « Présence d’Henri Guillemin » est fondée, dans le but de faire connaître sa personnalité, sa pensée et son œuvre. Son action s’appuie sur l’organisation de colloques ou journées d’études, l’édition d’un bulletin annuel et la mise en ligne d’un site internet. En mars 2013, à l'occasion des cent-dix ans de sa naissance, l'association organise une exposition et un hommage. En 2024, elle est présidée par Christian Priet.
Le 26 octobre 2013, le colloque « Henri Guillemin et la Révolution française - Le moment Robespierre » est organisé à l'Institut Catholique de Paris, en présence de Marc Belissa, d'Olivier Blanc, de Yannick Bosc et de Claude Mazauric. Le 19 novembre 2016, le colloque « Henri Guillemin et la Commune - le moment du peuple ? » est organisé à l'université Sorbonne Nouvelle en présence de Jean Chérasse et d'Annie Lacroix-Riz, qui salue son travail sur la Commune de Paris et sur Philippe Pétain.
Au milieu des années 2010, la mise en ligne, notamment sur YouTube, d'enregistrements audios et de vidéos de des conférences d'Henri Guillemin rencontrent un vif succès,.

## Une œuvre éclectique

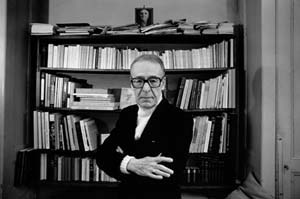
Henri Guillemin en 1980.

Henri Guillemin, qui n'est pas historien de formation, est avant tout un spécialiste de la littérature française du XIXe siècle qu'il a abordée à travers sa thèse sur Jocelyn d'Alphonse de Lamartine puis à travers ses travaux sur  Gustave Flaubert, Victor Hugo, Émile Zola ou encore Jules Vallès, qu'il admirait. Au contraire, il critique des figures comme Benjamin Constant, André Gide, contre lequel il affirmait avoir « une aversion fondamentale », ou Alfred de Vigny ou Voltaire.
Il poursuit ensuite ses recherches sur l’histoire du XIXe siècle, notamment sur les relations entre l’Église et l’État, à travers Histoire des catholiques français au XIXe siècle (1947) ou sur la révolution française de 1848 à travers Le Coup du 2 décembre (1951).
Henri Guillemin affirme être chrétien de gauche. Lors de l'entretien Guillemin intime en 1971, il affirme avoir été gaulliste entre 1940 et 1947 et avoir rompu avec le gaullisme lors de la création du Rassemblement du peuple français. Lors son entretien avec Marcel Brisebois en 1976, il affirme être à la gauche du Parti socialiste sans pour autant pouvoir adhérer au Parti communiste en raison de ses convictions religieuses.
Il évoque dans ses interviews que ce besoin de « démystification » vient de sa colère à l'égard de l'histoire enseignée à l'école, qu'il considère comme trop éloignée de la vérité. Dans la plupart de ses livres (sa trilogie sur la guerre de 1870 ou encore son analyse de l’affaire Pétain), il affirme prendre le contre-pied de ce qu’il appelle « l’histoire bien-pensante » et revendique une passion sans faille pour la vérité, aussi bien littéraire qu'historique, qu'il résume par « lorsque j'apprends une vérité méconnue, je ne peux pas me taire ! ».

 	
Ancien chargé de collection des livres religieux et historiques aux éditions du Seuil, Jean-Pie Lapierre affirme dans le Dictionnaire des intellectuels français que 

« (...) Parallèlement à son enseignement, [Guillemin] a été un critique et un conférencier infatigable dont la notoriété lui valut un public fidèle dans tous les pays francophones. Ses conférences, comme ses livres, rendent compte des enquêtes minutieuses du critique littéraire, dont l'érudition sert l'humeur. Méticuleux lecteur des œuvres, il inventorie toutes les archives des auteurs qu'il étudie : traqueur du mensonge et des silences, il les dévoile dans leurs rapports toujours révélateurs à l'argent, à l'amour, au pouvoir. Parmi d'autres, Rousseau, Robespierre, Lamartine, Hugo, Jaurès furent ses gloires ; Voltaire, Bonaparte, Constant, Vigny, ses victimes. Historien, il s'attache à Jeanne d'Arc, à Robespierre et surtout à la Commune. Ses portraits à l'emporte-pièce, non dénués d'injustice, ses raccourcis, non dénués d'humour, lui valent la férule des spécialistes et le succès du public. »

## Critiques de l'œuvre historique
Henri Guillemin rejette la qualification « d'historien pamphlétaire » dans des entretiens télévisés en 1971 et en 1981. Lors de son entretien avec Marcel Brisebois, il assume également ses partis-pris et affirme que l'objectivité est impossible. De nombreux historiens critiquent sa méthodologie historique et pointent les approximations voire les erreurs historiques commises par Henri Guillemin.

En 1953, dans son compte-rendu du Coup du Deux décembre, l'historien Jean-Baptiste Duroselle critique la partialité de Guillemin, son inclination pour une vision complotiste de l'histoire et lui dénie la qualité d'historien : 
Avec beaucoup de franchise, M. Guillemin, dans un court Avant-Propos, déclare que son livre n'est pas impartial. [...] M. Guillemin n'a pas air de croire qu'il y a des gens sincères qui cherchent à faire de histoire impartiale, c'est-à-dire à comprendre loyalement les mobiles de ceux dont ils ne partagent pas le point de vue si bien que l'on doit tendre de toutes ses forces vers objectivité. [...] C'est du Guillemin, et du meilleur. Ce n'est pas de l'histoire. 
En 1961, dans son compte-rendu de L'héroïque défense de Paris (Paris, Gallimard, 1959), l'historien Robert Schnerb, spécialiste du Second Empire, critique l'absence de méthode historique de Guillemin et sa sélection des témoignages mobilisés : 
Des esprits chagrins penseront que M. Guillemin n'est pas un historien patenté : foin des archives, foin aussi de la méthode analytique ! Sans doute travaille-t-il sur des témoignages : mais ses témoins — qu'il choisit — il ne se contente pas de les citer, de les faire parler, il les sollicite d'une façon indiscrète dans le sens qui lui convient, un peu comme un juge d'instruction qui, avant de les convoquer, aurait déjà son idée et ne voudrait retenir que les preuves venant à l'appui de sa version des faits bien plus, ces textes, qu'il exhume avec dilection, il les entoure d'un commentaire pétulant, virulent et railleur qui n'est pas dans le ton habituel, celui qui sied à l'impassible Clio. 
En 1971, dans Jeanne devant les Cauchons, Régine Pernoud, archiviste, historienne et ancienne élève de l’École nationale des chartes, critique sévèrement l'ouvrage de Guillemin, Jeanne, dite Jeanne d'Arc. Elle parle à son sujet « d'anti-histoire », met en avant sa méconnaissance des sources relatives à l'histoire médiévale et relève qu'il opère des falsifications de témoignages,.
Pareillement, les historiens Jean-Paul Brunet et Samuel Hayat remarquent que Henri Guillemin reconstruit la manifestation du 15 mai 1848 « avec les outils de "l'histoire complot" » en reprenant et systématisant la théorie d'un coup monté réactionnaire qui aurait été conçu par Armand Marrast puis réalisé par des « mouchards » de la police, conformément à la plaidoirie de la défense des chefs républicains traduits devant la Haute Cour de justice de Bourges en mars-avril 1849.
Selon l'auteur de Nationalistes et « nationaux », 1870-1940 (Paris, Gallimard, 1974), ces élites ont préféré l’ennemi extérieur en 1870 puis en 1940 afin de mieux écraser l’ennemi intérieur, autrement dit « le peuple. » Or « ces analyses relevant avant tout d'une histoire engagée, pour ne pas dire partisane, n'aident pas vraiment à saisir ce qui se joue en France entre 1940 et 1944 », avancent l'historien Jean-François Muracciole et le journaliste François Broche.
En outre, Jacques Rougerie, spécialiste de la Commune de Paris, désavoue les accusations de défaitisme portées par la « fraction extrémiste » des républicains à l'encontre du « gouvernement des Jules » (Favre, Simon, Ferry...) dans le contexte de la guerre franco-allemande de 1870. Reprises ensuite par « une certaine historiographie » incluant Guillemin, de telles accusations ne résistent pas à l'examen selon Rougerie ; soulignant qu'une « paix humiliante condamnerait la République », l'historien ne caractérise pas les républicains modérés précités comme « immodérément défaitistes », indépendamment des doutes exprimés sur l'issue du conflit par des militaires de métier comme Jules Trochu et Adolphe Le Flô.
De même, René Rémond note que Guillemin « excelle dans l'assemblage de citations où voisinent les fragments de textes, souvent détachés de leur contexte, les phrases empruntées à quelque écrivain » mais le récit de Nationalistes et « nationaux », 1870-1940 ne satisfait pas l'historien de métier car l'auteur y dresse un réquisitoire contre « les classes dirigeantes qu'il identifie à la droite conservatrice », sans cerner clairement « les contours du groupe incriminé », du reste mouvants selon les situations. Rémond estime que Guillemin n'est guère plus convaincant lorsqu'il concentre ses attaques sur telle personnalité, à l'exemple de Raymond Poincaré accusé d'être responsable des origines de la Première Guerre mondiale. Ce faisant, Guillemin innocente presque l'Empire allemand, en inversant la thèse de l'historien Fritz Fischer tout en reprenant ses méthodes critiquées.
L'historien Christian Amalvi résume la pensée de Guillemin en observant que « ce catholique de gauche, dénonce surtout la lâcheté et la trahison permanentes de la bourgeoisie — incarnée par Guizot, Thiers, Jules Simon, Jules Ferry, etc. — qui, par haine des rouges et au nom de la défense de ses intérêts financiers et politiques exclusifs, n'aurait cessé de réprimer dans le sang les révoltes populaires et ouvrières du XIXe siècle, notamment la Commune de Paris, victime d'un complot des puissants et des possédants. »
À ce propos, l'historien Jean-Noël Jeanneney remarque que chez Henri Guillemin, « homme de gauche, (...) les générosités, la solidarité instinctive avec les humbles, les emportements contre les possédants et le manichéisme politique ont puisé volontiers, sans assez de recul critique, chez Beau de Loménie. » Cet essayiste d'extrême droite témoigne dans son œuvre, Les responsabilités des dynasties bourgeoises, d'une « obsessionnelle certitude : toute l'histoire de France — depuis la Révolution — s'explique[rait] lugubrement » par l'influence séculaire d'un « groupe très étroit de familles perpétuant avec efficacité, de père en fils ou de père en gendre, l'égoïsme de ses privilèges. » Une telle grille de lecture « condamn[e] à ne pas comprendre le jeu compliqué des forces qui s'affrontent sur les marches du pouvoir politique », observe Jean-Noël Jeanneney, avant de constater que Beau de Loménie « a trouvé, paradoxalement, une audience presque excessive chez des gens que tout aurait dû séparer de son univers mental », en particulier chez Henri Guillemin.
Dans sa recension de l'ouvrage Robespierre, politique et mystique (Paris, Éditions du Seuil, 1987), L'Histoire note que Guillemin plaque comme grille d'analyse de toute l'histoire de la Révolution française le combat de l'Incorruptible « contre les « honnêtes gens », les propriétaires, les nantis, indifférents aux misères du peuple et soucieux seulement de défendre leurs propres privilèges. » De la sorte, l'auteur dépeint Robespierre « jouant à lui tout seul, dans un combat perdu d'avance, le rôle du défenseur des humbles et des opprimés » face à « tous ceux qui n'auraient cherché qu'à mettre des entraves à la marche victorieuse de la Révolution : de La Fayette et de Mirabeau à Hébert et Danton, même combat. » La revue juge que cette « lecture des années 1789-1794 [est] singulièrement simplificatrice et n'est rendue possible qu'au prix de bien des oublis et amalgames. » De surcroît, il n'est « guère démontré » que la foi de Robespierre en l'Être suprême ait « guidé toute sa politique », comme le pense Guillemin qui croit avoir « trouv[é] dans la pensée religieuse de [l'Incorruptible] la ligne directrice donnant sa cohérence au personnage. »
Dans son autobiographie Parcours (Paris, Le Seuil, 1989), Henri Guillemin retrace la « déposition émiettée d'un témoin de notre temps. » L'historien Christian Amalvi évoque plutôt la déposition « d'un justicier et d'un pamphlétaire, [qui] fait entendre, comme du reste dans toute son œuvre, la voix perpétuellement indignée d'un homme en colère, d'un procureur passionné, trop souvent partial et injuste, mais toujours passionnant ». Rendant compte de l'ouvrage, l'historien et sociologue Émile Poulat affirme que la méthode historique de Guillemin a été « beaucoup discuté[e] » mais que l'honnêteté et la sincérité de l'auteur n'ont jamais été mises en cause.
Patrick Berthier, professeur émérite de Littérature française du XIXe siècle et auteur de l'ouvrage Guillemin, une vie pour la vérité, pense « qu'Henri Guillemin acceptait l'étiquette d'historien, en sachant qu’il n'était pas un historien de métier, mais de passion et de conviction, et qu’il fallait réviser un certain nombre de versions officielles. Par sa formation, il est un littéraire, venu à l’histoire parce qu’il a fait une thèse sur Lamartine, et qu’il estimait que ce qu’on disait de Lamartine en 1848 ne correspondait pas à ce qu’il avait constaté en l’étudiant. » Berthier constate également que dans le cadre de la méthodologie historique, Henri Guillemin « prête le flanc [au] rejet de ses adversaires » historiens en pratiquant une « histoire d'humeur », qu'il s'agisse de sa « perception testimoniale » du document, de son pamphlet Silence aux pauvres ou de son « immense travail de compilation » Les Origines de la Commune, rédigé en vue d'« emporter l'adhésion, persuader par l'affect, toucher au cœur en entrant dans une forme de complicité avec son public. »

## Style
Dans ses conférences, Guillemin maintient l'éveil de son auditoire par son ton déroutant (il commence certaines de ses émissions par un cordial « Salut ! »), la vitesse de son débit, par une série de questions/réponses, parfois en cascade, mais aussi par une scansion qui lui est propre, donnant à ses phrases une respiration qui tranche sur le ton didactique classique en se rapprochant davantage de l'art du conteur.

L'historien Robert Schnerb remarque à ce sujet : 
M. Henri Guillemin a du talent, il sait vous prendre et vous conduire où il veut. C'est une force qui, du point de vue de l'art, est un grand atout, mais dont il convient de se méfier. 
Spécialiste de littérature française classique et romantique, René Ternois considère également que « la manière d'Henri Guillemin relève de l'art de persuader plutôt que d'une méthode rigoureuse. » Dans l'ouvrage Zola, légende et vérité (Paris, Julliard, 1960), Guillemin « met dans son exposé tant de conviction, de sincérité et de convictions généreuses ; et aussi tant de vie, de rapidité de pensée, de célérité à passer, ou à sauter, d'un livre à un autre, qu'on est pris par cette ardeur et ce mouvement, prêt à se laisser séduire. » Ternois rapproche ainsi les styles littéraire et oratoire de Guillemin, sa « voix qui vous prend dès les premiers mots, cette simplicité si humaine, ces brusques jaillissements, ces phrases coupées, ces intonations passionnées ou émues, cette spontanéité savante de la parole qui ne vous laisse ni le temps ni le désir d'un désaccord. »
Or René Ternois constate que le texte imprimé permet de « s'arrêter, réfléchir et surtout vérifier » les affirmations de Guillemin puisque celui-ci « procède par courtes citations, des bouts de phrase, des groupes de mots, qu'il jette comme s'ils lui venaient soudain à l'esprit et s'imposaient à lui. Il n'argumente pas : il n'emploie pas les formes logiques, où parfois l'insuffisance des preuves apparaîtrait ; il préfère juxtaposer ; la juxtaposition suggère et est plus efficace. Il rapproche des phrases qui sont, dans le temps, éloignées l'une de l'autre, et fait naître ainsi un sens jusqu'alors inaperçu. Il revient à un texte qu'il juge propre à persuader, et par des reprises de ce genre crée l'impression qu'un mot accidentel a été le mot d'une vie. [...] Il choisit, il abrège, il omet ce qu'il n'a pas su voir, qu'il n'a pas vu par excès de conviction. On s'irrite de ce désordre trop habile, de ces citations fragmentaires ; on éprouve le besoin de vérifier les textes et de regarder les contextes. Et alors il apparaît que les interprétations sont souvent abusives. »

## Publications
Les Éditions Utovie sont devenues l’éditeur exclusif des œuvres de Henri Guillemin et a réédité la plupart de ses ouvrages. Les conférences audio sont également éditées en livre + CD par le même éditeur.
- Le Jocelyn de Lamartine : Étude historique et critique avec des documents inédits, Paris, Boivin, 1936, 858 p. — Prix Paul-Flat de l’Académie française
- Les Visions : Poème inachevé de Lamartine (thèse complémentaire pour le doctorat ès-Lettres), Paris, Les Belles Lettres, 1936, 255 p.
- Flaubert devant la vie et devant Dieu (préf. François Mauriac), Paris, Plon, 1939, 235 p.
- Lamartine, l’Homme et l’Œuvre, Paris, Boivin, 1940, 166 p.
- Une histoire de l’autre monde, Neuchâtel, Ides et Calendes, 1942. Réédition Utovie.
- Connaissance de Lamartine, Fribourg, Bibliothèque de l’université, 1942, 312 p. Réédition Utovie.
- « Cette affaire infernale ». Les philosophes contre Jean-Jacques. L’affaire Rousseau-David Hume, 1766, Paris, Plon, 1942 — Prix Montyon de l’Académie française
- Un homme, deux ombres (Jean-Jacques, Julie, Sophie), Genève, Au milieu du monde, 1943, 323 p. Réédition Utovie.
- Les Affaires de l’Ermitage, 1756-1757, Genève, Annales Jean-Jacques Rousseau, 1943.
- La Bataille de Dieu. Lamennais, Lamartine, Ozanam, Hugo, Genève, Au milieu du monde, 1944, 246 p. Réédition Utovie.
- Les Écrivains français et la Pologne, Genève, Au milieu du monde, 1945.
- Sous le pseudonyme de Cassius : La vérité sur l’affaire Pétain, Genève, Au milieu du monde, 1945, 218 p. Réédition Utovie.
- Rappelle-toi, petit, Porrentruy, Portes de France, 1945. Réédition Utovie.
- La Vérité sur l'affaire Pétain, Genève, 1945, 226p. Réédition Utovie
- Lamartine et la Question sociale, Paris, Laffont, 1946. Réédition Utovie.
- Histoire des catholiques français au XIXe siècle (1815-1905), Genève, Au milieu du monde, 1947, 393 p. Réédition Utovie.
- Lamartine en 1848, Paris, P.U.F., 1948. Réédition Utovie.
- La Tragédie de Quarante Huit, Genève, Au Milieu du Monde, 1948.
- Cette nuit-là, Neuchâtel, Le Griffon, 1949. Réédition Utovie.
- L’Humour de Victor Hugo, Boudry, La Baconnière, 1951.
- Victor Hugo par lui-même, Paris, Le Seuil, Collections Microcosme, « Écrivains de toujours », 1951, 190 p.
- Victor Hugo. Pierres (vers et prose), Genève, Éditions du Milieu du monde, 1951.
- Le Coup du 2 décembre, Paris, Gallimard, coll. « La Suite des temps », 1951, 479 p. (présentation en ligne)
- Victor Hugo et la Sexualité, Paris, Gallimard, 1954.
- M. de Vigny homme d’ordre et poète, N.R.F. Gallimard, 1955, in- 12 de 202 pp. + 3 ff. non chiffrés. Fac-similé, en frontispice, d’une page du manuscrit de Vigny.
- Claudel et son art d’écrire, Paris, Gallimard, 1955.
- Les Origines de la Commune. t. I : Cette curieuse guerre de 70. Thiers - Trochu - Bazaine, Paris, Gallimard, 1956, 266 p. Réédition Utovie.
- À vrai dire, Paris, Gallimard, 1956, 214 p.Guillemin y reprend contre André Gide les accusations portées deux ans plus tôt dans son article « À propos du Journal de Gide », Journal de Genève, 9 janvier 1954, page 3. André Gide aurait, en 1946, dissimulé des passages collaborationnistes de son Journal publié en 1940. Mais comme le remarqua très vite Henri Massis, l’accusation ne tient pas.
- Benjamin Constant muscadin, Paris, Gallimard, 1958. Réédition Utovie.
- Madame de Staël, Benjamin Constant et Napoléon, Paris, Plon, 1959, 210 p.
- Les Origines de la Commune. t. II : L’héroïque défense de Paris, Paris, Gallimard, 1959, présentation en ligne. Réédition Utovie.
- Zola, légende et vérité, Paris, Julliard, 1960, 193 p., présentation en ligne. Réédition Utovie.
- Les Origines de la Commune. t. III : La capitulation, Paris, Gallimard, 1960. Réédition Utovie.
- Éclaircissements, Paris, Gallimard, 1961.
- L’Énigme Esterhazy, Paris, Gallimard, 1962, 263 p. Réédition Utovie.
- Présentation des Rougon-Macquart, Paris, Gallimard, 1964.
- L’Homme des Mémoires d’Outre-Tombe, Paris, Gallimard, 1965. Réédition Utovie.
- L'Affaire Dreyfus, documentaire, 1965
- L’Arrière-pensée de Jaurès, Paris, Gallimard, 1966, 235 p.
- La Première Résurrection de la République, 24 février 1848, Paris, Gallimard, 1967. Réédition Utovie.
- Le « converti ». Paul Claudel, Paris, Gallimard, 1968, 242 p.
- Pas à pas, Paris, Gallimard, 1969.
- Napoléon tel quel, Paris, Trévise, 1969, 153 p. Réédition Utovie.
- Jeanne, dite Jeanne d’Arc, Paris, Gallimard, 1970. Réédition Utovie.
- L’Avènement de Monsieur Thiers, suivi de Réflexions sur la Commune, Paris, Gallimard, 1971. Réédition Utovie.
- La Liaison Musset-Sand, Paris, Gallimard, 1972. Réédition Utovie.
- Précisions, Paris, Gallimard, 1973.
- Nationalistes et Nationaux (1870-1940), Paris, Gallimard, « Idées », 1974, 476 p.
- Regards sur Bernanos, Paris, Gallimard, 1976. Réédition Utovie.
- Sulivan ou la Parole libératrice, suivi de Passez les passants  par Jean Sulivan, Paris, Gallimard, 1977[67],[68].
- Victor Hugo, Paris, Le Seuil, 1978.
- Charles Péguy, Paris, Le Seuil, 1981, présentation en ligne.
- L’Affaire Jésus, Paris, Le Seuil, 1982, 152 p.
- Le Général clair-obscur, Paris, Le Seuil, 1984.
- L’Engloutie. Adèle, fille de Victor Hugo, Paris, Le Seuil, 1985, 158 p.
- Napoléon légende et vérité, Paris, Utovie/h.g., 1986, 159 p.
- Robespierre, Politique et Mystique, Paris, Le Seuil, 1987, 422 p.
- Silence aux pauvres !, Paris, Arléa, 1989, 120 p. (Guillemin avait initialement proposé comme titre Éloge des vaincus[69])
- Vérités complémentaires, Paris, Le Seuil, 1990, 386 p.
- Du courtisan à l’insurgé. Vallès et l’argent, Paris, Arléa, 1990, 164 p.
- La Cause de Dieu, Paris, Arléa, 1990, 215 p.
- Regards sur Nietzsche, Paris, Le Seuil, 1991, 310 p.
- Une certaine espérance. Conversations avec Jean Lacouture, Paris, Arléa, 1992, 186 p. Réédition Utovie.
- Malheureuse Église, Paris, Le Seuil, 1992, 250 p.
- Les Passions d’Henri Guillemin, Boudry, La Baconnière, 1994, 448 p.

- 1789-1792/1792-1794. Les Deux Révolutions françaises, Bats, Éditions Utovie, 2013, 280 p.,  (ISBN 978-2-86819-774-0), présentation en ligne.

### Correspondance
- « Henri Guillemin, historien de Jaurès : lettres d'Henri Guillemin à Madeleine Rebérioux (1961-1991) », Cahiers Jean Jaurès, Paris, Société d'études jaurésiennes, no 144,‎ avril 1997 (lire en ligne).

## Conférences et entretiens télévisés
- Conférences et entretiens télévisés, sur la Télévision suisse romande, accessibles sur le site de la Radio télévision suisse.